# Rogliano, Haute-Corse
Rogliano là một xã ở tỉnh Haute-Corse trên đảo Corse, Pháp. Xã này có diện tích 26,7 kilômét vuông, dân số năm 1999 là 458 người. Khu vực này có độ cao trung bình 200 mét trên mực nước biển. Xã này chung tổng Capobianco Canton với Barrettali, Cagnano, Centuri, Ersa, Luri, Meria, Morsiglia, Pino và Tomino. The people of Rogliano are called Roglianais, feminine Roglianaises.